# Scarus rubroviolaceus
Espèce
Statut de conservation UICN

 LC  : Préoccupation mineure
Le Poisson perroquet bicolore (Scarus rubroviolaceus) est une espèce de poissons de la famille des Scaridae.
Il peut atteindre 70cm de long
Il vit jusqu'à 35 m de profondeur dans les Océans Indien et Pacifique.